# أندريه آرتور
أندريه آرتور هو مقدم برامج إذاعية وسياسي كندي، ولد في 21 ديسمبر 1943 في مدينة كيبك في كندا. انتخب عضو مجلس العموم الكندي.